# Мармитако

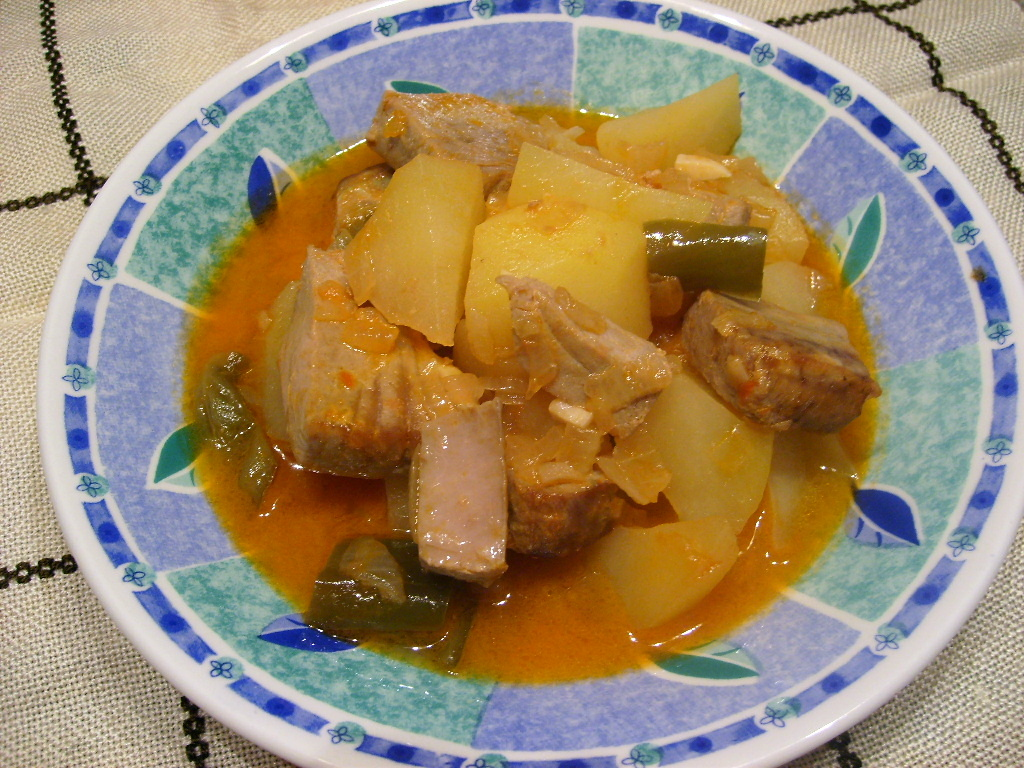
Мармитако

Мармитако, мармита или сорропотун  — баскское и кантабрийское рыбное блюдо, приготовляемое из тунца, картофеля, репчатого лука, сладкого перца и помидоров.

## Происхождение
Мармиту впервые начали готовить в Кантабрии и Стране Басков. Вначале это была еда кантабрийских и баскских рыбаков. Само слово «мармитако» происходит от французского marmite, что означает «горшок с крышкой». Такой горшок с едой был одним из немногих предметов кухонной утвари, которую разрешалось брать с собой рыбакам на борт судна.

## Распространение
Некоторые блюда баскской кухни получили распространение по всей Испании. К ним относится и мармитако, которую теперь готовят во многих регионах страны. Как это часто бывает, в различных областях возникают отличные друг от друга варианты приготовления мармитако. Однако основные элементы (рыба, картофель, лук и так далее) должны присутствовать. Впрочем, допускается замена тунца на лосося.
В Стране Басков и Кантабрии мармитако относится к числу блюд, умение приготовить которое часто проверяется при проведении различных конкурсов поваров и кулинаров.